# Hansa-Brandenburg W.33
L'Hansa-Brandenburg W.33 fu un idrocaccia a scarponi, monomotore, biposto e monoplano ad ala bassa, sviluppato dall'allora azienda aeronautica tedesco imperiale Hansa und Brandenburgischen Flugzeugwerke GmbH negli anni dieci del XX secolo.
Utilizzato brevemente durante le ultime fasi della prima guerra mondiale dalle forze armate tedesco imperiali venne prodotto, oltre che dalla stessa, su licenza, in Finlandia, dall'Ilmailuvoimien Lentokonetehdas, ed in Norvegia, da A/S Aero e Kjeller Flyfabrikk dopo il termine del conflitto.

## Storia del progetto
La necessità di integrare e rimpiazzare velocemente la flotta aerea che la Kaiserliche Marine, la marina militare tedesco imperiale, aveva a disposizione per la difesa aerea delle proprie postazioni affacciate al Mar Baltico suggerì a Ernst Heinkel, l'allora capo progettista della Hansa-Brandenburg, di sviluppare un ulteriore modello di idrocaccia derivato dalla serie W.
Avendo a disposizione i motori Maybach Mb.IVa, ultimo sviluppo dell'Mb.IV a sei cilindri in linea in grado di erogare una potenza pari a 260 PS (191 kW), disegnò una versione leggermente ingrandita ed irrobustita del precedente Hansa-Brandenburg W.29, del quale conservava l'aspetto generale caratterizzato dall'impennaggio con elemento verticale rivolto verso il basso. Questo consentì di poter sperimentare sul nuovo modello un armamento più pesante della dotazione standard del precedente W.29, basata su due mitragliatrici LMG 08/15 calibro 7,92 mm posizionate in caccia più una Parabellum MG 14 calibro 7,92 mm brandeggiabile su supporto ad anello a disposizione dell'abitacolo posteriore, sostituendo quest'ultima con un cannoncino automatico Becker calibro 20 mm. Inoltre un buon numero di esemplari, ai quali venne rimossa una delle mitragliatrici LMG per contenere il peso complessivo, venne equipaggiato con un'apparecchiatura radio ricetrasmittente.
Nell'ottobre 1918 venne emesso un ordine di fornitura ed il W.33 riuscì ad essere avviato alla produzione in serie tra l'estate e l'autunno del 1918 ma solo sei dei 26 esemplari realizzati complessivamente risultano essere stati presi in carico dalla Kaiserliche Marine.
Al termine del conflitto, dopo la firma tedesca nell'armistizio di Compiègne, le forze aeree alleate alla Triplice intesa sequestrarono un gran numero di velivoli per ridistribuirli alle nazioni come parziale risarcimento dei danni subiti. La Finlandia, che ricevette un piccolo numero tra Hansa-Brandenburg W.33 e W.34, riassemblò due W.33 di produzione tedesca nel 1922 e constatandone la qualità decise di acquistare la licenza di produzione che assegnò alla Ilmailuvoimien Lentokonetehdas. La versione autoctona venne ridesignata IVL A.22 Hansa e prodotta in 120 esemplari tra il 1923 ed il 1926.

## Impiego operativo
Oltre a risultare inventariati dalla Kaiserliche Marine non si hanno notizie certe dell'effettivo utilizzo operativo del modello nelle operazioni belliche durante la Prima guerra mondiale.
Per l'impiego operativo dei modelli realizzati su licenza dopo il termine del conflitto si rimanda alle rispettive voci che trattano dell'IVL A.22 Hansa ed Hansa-Brandenburg Make.

## Utilizzatori
Finlandia
- Suomen ilmavoimat

 Germania
- Kaiserliche Marine